# Bjertorp slott
Bjertorp slott är ett slott på Varaslätten i Vara kommun, cirka elva mil nordost om Göteborg. Byggnaden, som stod klar 1914, ritades av Ferdinand Boberg. Knut Henrik Littorin och Maria Littorin var beställare och de första ägarna.

## Beskrivning

### Infarten
Infarten till slottet från vägen sker genom en magnifik arkitektoniskt utformad portal i rustikhuggen granit med högre mittparti och lägre, flankerande och svängda flyglar. Mittpartiets centrala del är ytterligare förhöjd över infartsöppningen och markeras dessutom av två små torn med lyktor som kröndekoration. Den breda infartsöppningen, som på båda sidor omges av betydligt mindre ingångsöppningar, fångar medvetet in den bakomliggande alléns djupperspektiv. De tre öppningarna i muren stängs av smidda järngrindar där namnen på slottet och dess byggherre dekorativt inkomponerats i smidet.

### Parken
Från infartsportalen leder en rak allé med dubbla rader av lövträd upp till en plan framför slottet. På ömse sidor om allén ligger några trävillor, till vänster den så kallade jaktvillan. Framför huvudfasaden utbreder sig en vidsträckt gräsmatta närmast omgiven av träd och buskager samt en liten damm. Intill denna ligger den gamla mangårdsbyggnaden, som ombyggts till förvaltarebostad. Planen omedelbart framför huvudbyggnaden är stensatt med gatsten. Runt slottets övriga sidor utbreder sig en park och trädgårdsanläggningar, som ytterst begränsas av granhäckar med lövträd innanför. Sommartid utgör dessa en tät lövridå, som helt avskärmar byggnaden från det omgivande landskapet. Framför slottets parkfasad bildar terrassanläggningar och trappor övergång till en vidsträckt gräsmatta nedanför huset. I mittaxeln finns en rund damm med fontän. Här fanns tidigare en större rektangulär damm med springvatten i mitten.

### Ekonomibyggnader
Närmast slottets västra kortsida finns en låg byggnad i rustikhuggen sten som bland annat innehåller uppvärmningsanläggning. Ett nyare garage har uppförts väster om slottet. Jordbrukets ekonomibyggnader ligger i området norr om slottet, bland annat ett spannmålsmagasin närmast slottet, norr om detta en låg byggnad med väggar av granit, mot nordost en långsträckt stallbyggnad av tegel, därutöver ett flertal byggnader av varierande ålder och storlek .

## Historik

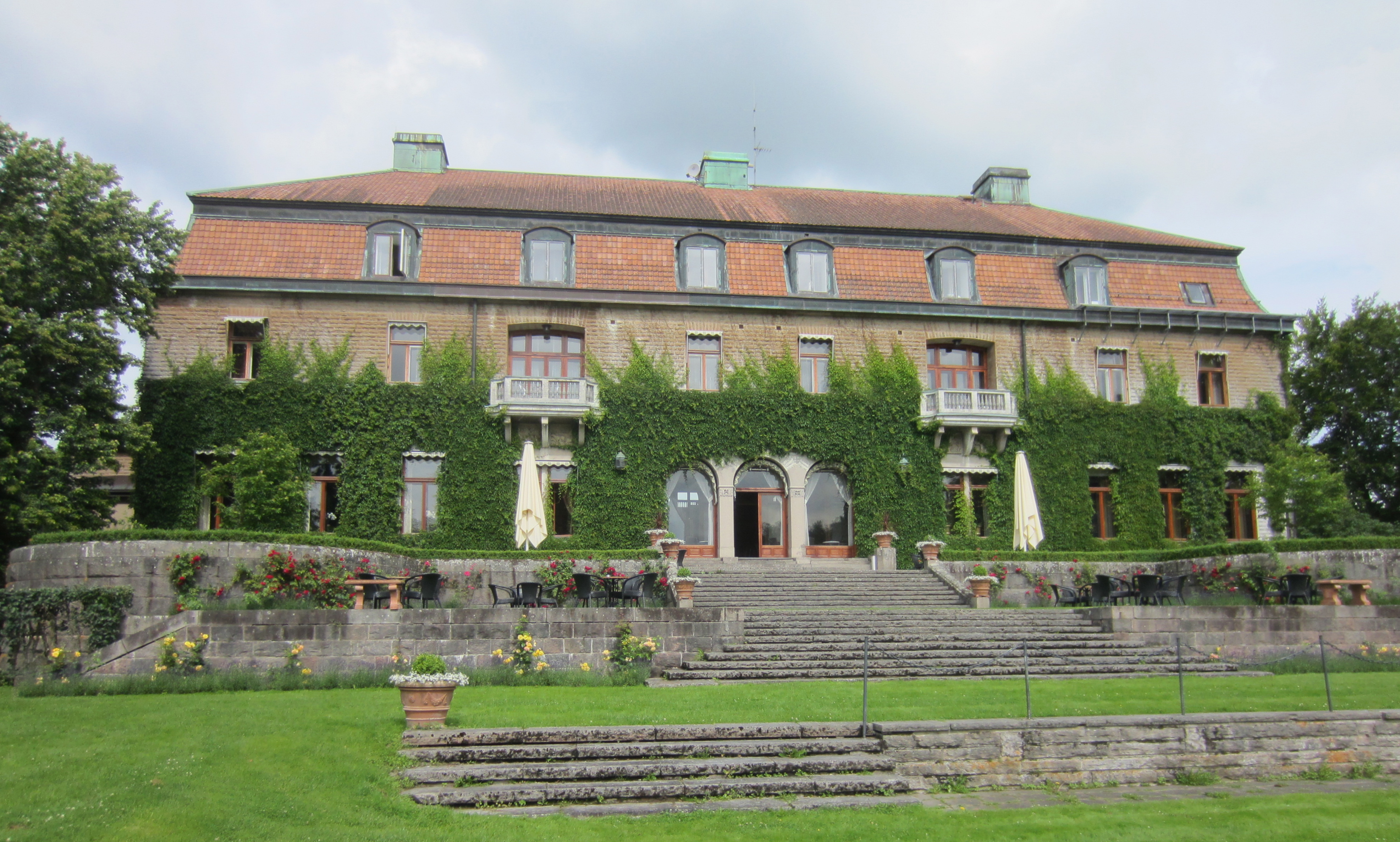
Bjertorp slott 2012.

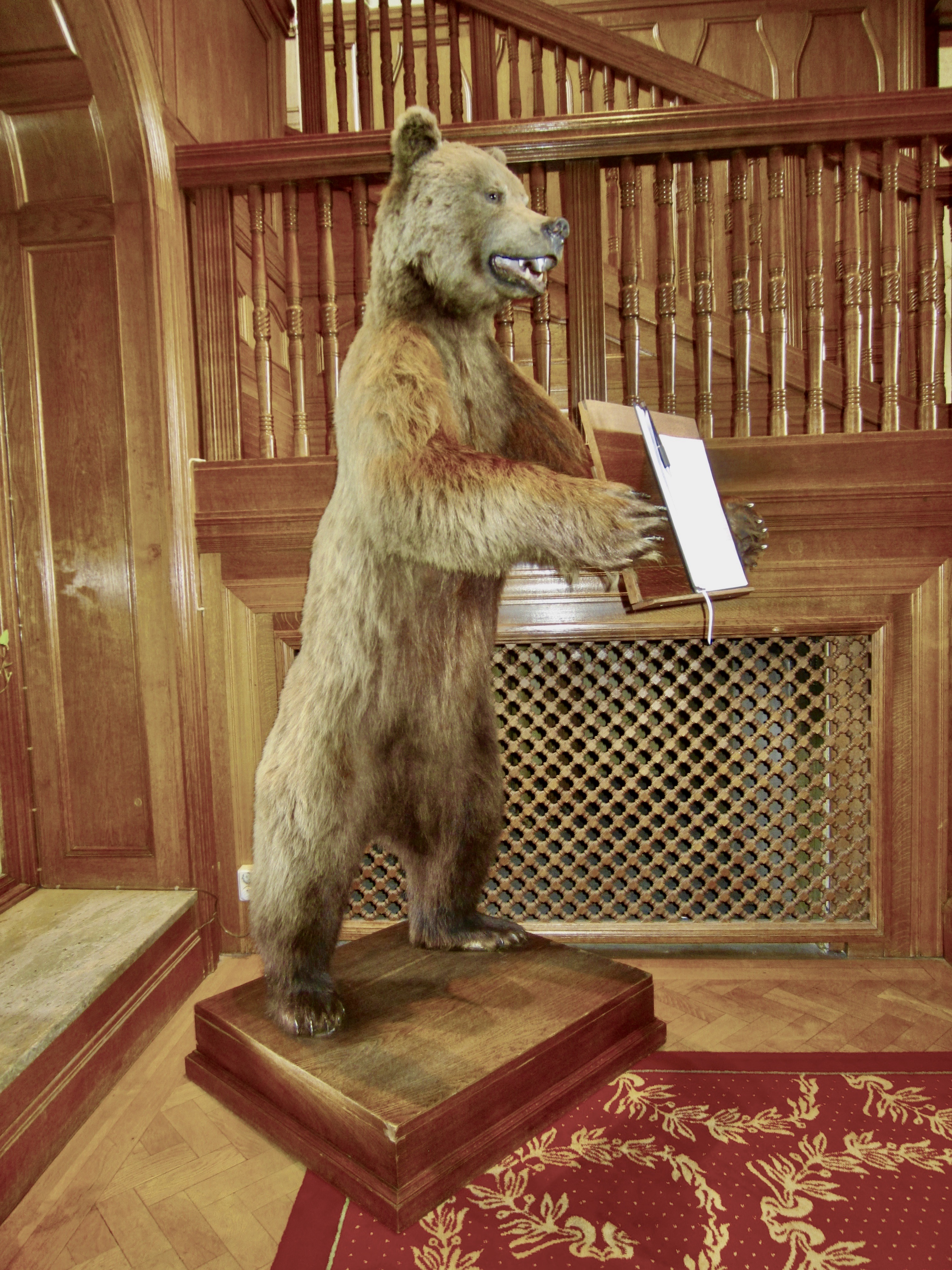
Den ryska björnen välkomnar besökaren på Bjertorp slott. Det ska ha varit Knut Henrik Littorin, som sköt björnen, och sedan hemförde den från Ryssland.

Den mäktiga huvudbyggnaden är uppförd 1911–14 för konsul Knut Henrik Littorin efter ritningar av Ferdinand Boberg. Det tre våningar höga huset har i huvudfasaden två framspringande flyglar och mittrisalit med portik. Mot parksidan markeras fasadens mitt av tre stora rundbågsöppningar. Här ansluter en altan av fasadens längd. Det tunga brutna och valmade taket är tegeltäckt.
Slottet präglades i hög grad av sekelskiftets arkitekturideal med krav på naturmaterial. Fasaderna är av rustikhuggna kalkstenskvadrar utom sockel och portaler, som är av släthuggen granit. Den sparsamma utsmyckningen, främst i portalpartier och balkonger, består av tidstypiska växt- och djurmotiv. Inredningen, i synnerhet i sällskapsvåningen, är synnerligen påkostad och elegant utförd med olika slags ädelträ och marmorsorter samt stuckaturer av hög kvalité. De olika rummen har specialkomponerade möblemang i anslutning till den fasta inredningen.
Arkitekten har samkomponerat slottet med parken. Genom terrassanläggningar utnyttjas de små nivåskillnaderna i marken, vilket ger intryck av att byggnaden är högre än i verkligheten. Sonen Knut Oskar Littorin övertog egendomen 1939 efter faderns död. Slottet var i familjens ägo fram till 1956, då det blev lanthushållsskola. År 1980 blev det hotell, restaurang och konferensverksamhet i slottet. Numera drivs verksamheten av Winn Hotel Group.